# الدوري الكوري لكرة السلة
الدوري الكوري لكرة السلة (بالإنجليزية: Korean Basketball League)‏ يختصر كـ KBL هو دوري كرة سلة للمحترفين في كوريا الجنوبية تأسس في 1997 يلعب فيه 10 فرق.

## التاريخ
أنشأ بنك التنمية الكوري (KDB) والبنك الصناعي الكوري (IBK) فرق كرة السلة الخاصة بهما في الخمسينيات والستينيات من القرن الماضي، بينما تعتبر جامعة يونسي وجامعة كوريا من رواد كرة السلة الجامعية المحلية، حيث أدخلت هذه الرياضة إلى مؤسساتها قبل الحرب العالمية الثانية. وخلال السبعينيات والثمانينيات، أنشأت شركات صناعية كبرى مثل كيا موتورز وهيونداي للإلكترونيات وسامسونج للإلكترونيات فرق كرة السلة الخاصة بها. وقد تأسست الفرق التي سبقت فرق غويانغ أوريون أوريون وأنيانغ كي جي سي وونجو دي بي برومي خلال التسعينيات من قبل شركات صغيرة الحجم على أمل الاستفادة من ”جنون كرة السلة“.

## أبرز الفرق
- أولسان موبيس فوبوس
- جونجو كي سي سي إجيس

## وصلات خارجية
- الموقع الإلكتروني